# Aprostocetus dryocosmi
Aprostocetus dryocosmi är en stekelart som beskrevs av Wu och Xu 2001. Aprostocetus dryocosmi ingår i släktet Aprostocetus och familjen finglanssteklar. Inga underarter finns listade i Catalogue of Life.